# Дергачі (Саратовська область)
Дергачі  — селище міського типу (з 1965) в Росії, муніципальне утворення у складі Дергачівського району Саратовської області.

## Географія
Знаходиться за 220 км від Саратова і за 42 км від Єршова. Селище розташоване на берегах річки Алтата (ліва притока Великого Узеня).
В районі родовище природного газу.

## Історія
Селище Дергачі було засноване у другій половині XVIII століття селянами-переселенцями з України і відтоді активно заселявся народами різних національностей (росіянами, українцями, татарами, німцями, мордвою, казахами, білорусами та ін.).
23 липня 1928 року село стає центром Дергачівського району у складі Пугачовського округу Нижньо-Волзького краю (з 1936 року — в складі Саратовської області).
Статус селища міського типу — з 1965 року.

## Пам'ятки
Головна визначна пам'ятка селища — собор Архангела Михаїла, побудований в 1909 році на місці дерев'яного храму, що існував з 1839 року.